# Alamă

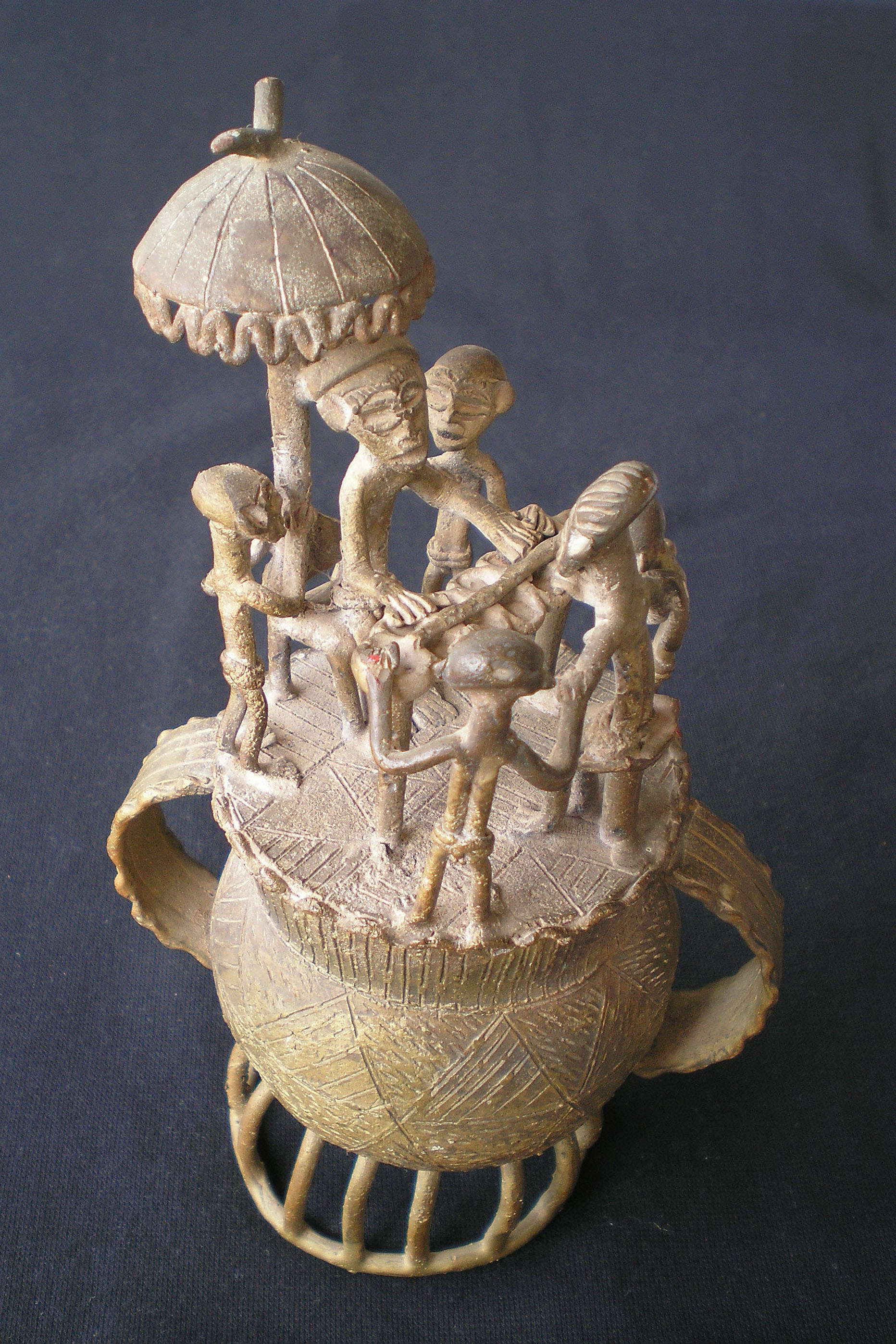
Obiect ornamental din alamă turnat în Ghana

Alama este un aliaj de cupru și zinc în diverse proporții, galben-auriu, maleabil, ductil, ușor de prelucrat, cu numeroase și variate întrebuințări în industrie. 
Cu creșterea conținutului de zinc, culoarea sa se deschide și rezistența la coroziune scade. Există alamă galbenă care conține până la 80% cupru și alamă roșie sau tombac, cu un conținut de cupru de peste 80%. Alamele care conțin mici cantități de nichel, mangan, fier, staniu, plumb au proprietăți mecanice și rezistență la coroziune superioare alamelor obișnuite. 